# Palais-Smale-Bedingung
Die Palais-Smale-Bedingung (auch Palais-Smale-Kompaktheits-Bedingung), abgekürzt als (PS), ist in der Variationsrechnung eine Bedingung für Kompaktheit in unendlich-dimensionalen Räumen. Der Kompaktheitsbegriff wird hier nicht auf dem Raum definiert, sondern auf den Funktionalen selbst, die spezielle kritische Punkte besitzen. Die Bedingung ist dadurch interessant, da viele Funktionale sie erfüllen. Es existieren mehrere Varianten der Bedingung, wobei die Originalbedingung heute häufig als Bedingung (C) bezeichnet wird und eine stärkere Bedingung als (PS). (PS) ist eine notwendige Bedingung im Satz vom Bergpass (auch Satz vom Gebirgspasses genannt) und findet Anwendung in der Theorie der partiellen Differentialgleichungen.
Die Palais-Smale-Bedingung ist nach Richard Palais und Stephen Smale benannt.
Die abgeschwächte Formulierung stammt von Haïm Brezis, Jean-Michel Coron und Louis Nirenberg.

## Palais-Smale-Bedingungen

### Bedingung (C)
Sei {\displaystyle X} ein Banach-Raum, {\displaystyle I:X\to \mathbb {R} } ein {\displaystyle C^{1}}-Funktional und {\displaystyle I|_{S}} die Restriktion {\displaystyle I:S\to \mathbb {R} } für {\displaystyle S\subset X}. Sei {\displaystyle {\mathcal {S}}} die Klasse bestehend aus allen Untermengen {\displaystyle S\subset X}, so dass
- {\displaystyle I|_{S}} beschränkt ist,
- {\displaystyle \|I|_{S}'\|} nicht von {\displaystyle 0} weg beschränkt ist, das bedeutet, es existiert keine Konstante {\displaystyle c>0}, so dass {\displaystyle \|I|_{S}'\|>c}.

Dann erfüllt {\displaystyle I} die Bedingung (C), falls jedes {\displaystyle S\in {\mathcal {S}}} einen kritischen Punkt von {\displaystyle I} auf dem Abschluss von {\displaystyle S} besitzt.

### Palais-Smale-Bedingung
Sei {\displaystyle X} ein Banach-Raum und {\displaystyle I:X\to \mathbb {R} } ein {\displaystyle C^{1}}-Funktional. Dann erfüllt {\displaystyle I} die Palais-Smale-Bedingung (PS), falls für jede Folge {\displaystyle (u_{k})_{k}} in {\displaystyle X}, für die gilt
- {\displaystyle (I[u_{k}])_{k}} ist beschränkt,
- {\displaystyle I'[u_{k}]\to 0},

eine konvergente Teilfolge existiert.

### Lokale Palais-Smale-Bedingung
Sei {\displaystyle X} ein Banach-Raum, {\displaystyle I:X\to \mathbb {R} } ein {\displaystyle C^{1}}-Funktional und {\displaystyle c\in \mathbb {R} }. Dann erfüllt {\displaystyle I} die (lokale) Palais-Smale-Bedingung {\displaystyle (PS)_{c}} auf Niveau {\displaystyle c}, falls für jede Folge {\displaystyle (u_{k})_{k}} in {\displaystyle X}, für die gilt
- {\displaystyle I[u_{k}]\to c},
- {\displaystyle I'[u_{k}]\to 0},

eine konvergente Teilfolge existiert.

### Erläuterungen
- Es gilt {\displaystyle (PS)\implies (C)} und {\displaystyle (PS)\implies (PS)_{c}} sowie {\displaystyle (PS)_{c}\forall c\in \mathbb {R} \implies (PS)}.
- Sei {\displaystyle \mathbb {K} } die Menge aller kritischen Punkte. Weiter sei {\displaystyle (K)} die Bedingung, dass für alle {\displaystyle B\subset \mathbb {K} } auf denen {\displaystyle I\vert _{B}} gleichmäßig beschränkt ist, {\displaystyle B} auch präkompakt ist. Dann gilt {\displaystyle (C)\land (K)\implies (PS)}.